# Tom Renney

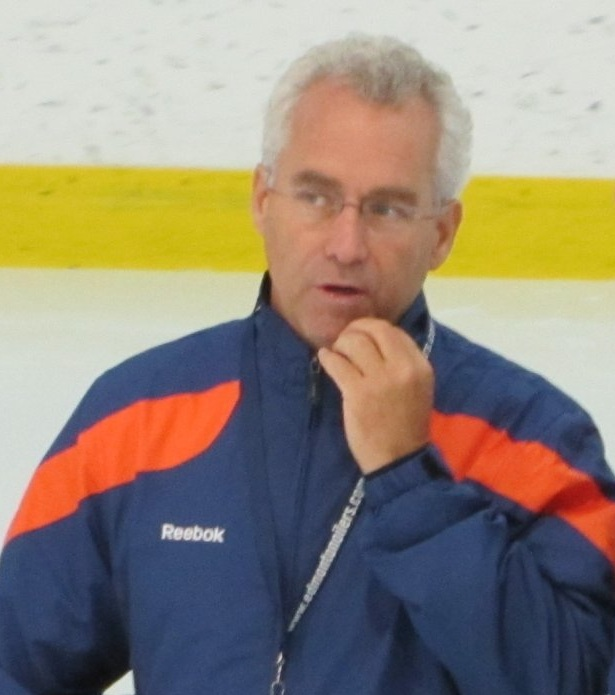
Tom Renney.

Thomas Renney, född 1 mars 1955 i Cranbrook, British Columbia, är en kanadensisk ishockeytränare.
Tom Renney var huvudtränare för NHL-laget New York Rangers mellan 2004 och 2009. Efter en lång formsvacka för Rangers sparkades han den 23 februari 2009 och ersattes av John Tortorella. Renney har även tränat NHL-lagen Vancouver Canucks och Edmonton Oilers samt det kanadensiska landslaget.